# 森﨑和幸
森﨑 和幸（もりさき かずゆき、1981年5月9日 - ）は、広島県広島市安芸区出身の元プロサッカー選手。現役時代のポジションはミッドフィールダー。
現在はJリーグ・サンフレッチェ広島のクラブリレーションズマネージャーを務める。広島県立吉田高等学校卒業。

## 来歴
地元矢野小学校で弟である森崎浩司と共に小学2年からサッカーをはじめる。山出久男から指導を受け、攻撃的なMFとして活躍、小学6年時に森崎浩司と共に全日本少年サッカー大会に出場している。佐藤康之・皆本勝弘は矢野中学校の先輩。矢野中学校からサンフレッチェ広島ユースへ入団。同級生は、森崎浩司、駒野友一、久保田学。木村孝洋から指導を受けた。高校2年時よりボランチにコンバートされる。1999年高校3年時には2種登録選手となり、Jサテライトリーグでのパフォーマンスがエディ・トムソン監督に認められ、同年11月20日にガンバ大阪戦に広島チーム史上初「高校生Jリーガー」として初出場した。トムソンにも気にいられ、その年はその後の公式戦に全試合出場し、天皇杯決勝進出の立役者の一人となった。
2000年にサンフレッチェ広島に入団、同期入団は、森崎浩司、駒野、八田康介、松下裕樹、山形恭平、中山元気。リーグ2戦目には、森保一に代わり先発出場。その後も主力として出場し、Jリーグ新人王および日本プロスポーツ大賞新人賞 を受賞した。
年代別代表では、2001年に森崎浩司や駒野とともにワールドユース代表に選出されて出場、翌2002年には釜山アジア大会にU-21サッカー日本代表として出場した。
控え中心だった浩司に対し、和幸は中心選手として起用されキャプテンを任されることもあったが、ボランチのポジションに阿部勇樹や今野泰幸、鈴木啓太らが台頭しはじめると出番を失い、アテネオリンピックを目指すU-22代表ではアジア1次予選には出場するも最終予選以降は招集されることはなく、チームは本大会出場を果たすが、浩司と異なり本大会メンバーには選ばれなかった。
一方、広島では2001年にヴァレリー・ニポムニシに監督が替わるとボランチに固定、それ以降ボランチとしてチームの中心となり活躍、両サイドの駒野や服部公太を操り、第2ステージ3位となる原動力となった。その後2004年にはチーム事情からトップ下へ、2005年にはキャプテンに就任、1ボランチとして全試合に出場し、持ち前のパスさばきでチームを支えた。2006年にはオーバートレーニング症候群（公式発表）により数ヶ月間休んでいる。同2006年、ミハイロ・ペトロヴィッチ監督に代わってからは右センターバックにコンバートされたが、翌2007年にJ2降格。その冬の天皇杯からボランチに戻り準優勝に貢献。
2009年、慢性疲労症候群により同年5月12日より離脱（同年6月16日クラブ公式発表）、完全休養後同年9月18日に実戦復帰した。以降、シーズン中に休みを取りながらも現役を続けている。
2012年2013年2015年のJ1リーグ制覇にチームの中心として大きく貢献をする。
2016年5月21日、J1リーグ1stステージ第13節のガンバ大阪戦で、史上14人目となるJ1通算400試合出場を達成する。
2018年10月27日、現役を引退することを発表。12月1日、現役最後の試合となったJ1最終節の北海道コンサドーレ札幌戦では、スタメンで出場しチームを牽引、チームの3年ぶりのACL出場に貢献した。広島の三回のリーグ制覇に大きく貢献していながら、ベストイレブンどころか、優秀選手賞にも一度しか選ばれていない。その事にはチームメイトやペトロヴィッチ監督も異議を唱えているが、逆に、広島の本当のストロングポイントを他チームが理解できていなかったという証でもある。
2019年から広島のクラブ・リレーションズ・マネージャーに就任した。
2019年10月24日に開催されたJリーグ理事会において同年開催のJリーグアウォーズでJリーグ功労選手賞の授与が決定した。

## 人物
CFS患者
慢性疲労症候群(CFS)患者でありながら、現役でサッカーを続けていたプロサッカー選手である。
プレースタイル
高い戦術理解度を武器にパスで試合を作る右利きのゲームメイカー。ボランチをメインに、トップ下やリベロもこなす。エディ・トムソンは「リトル・ナカタ」、ミハイロ・ペトロヴィッチは「ドクトル（ドイツ語で「博士」）」と称した。
双子
元サッカー選手で、同じチームだった森崎浩司は「二卵性双生児」の弟であり、佐藤勇人/佐藤寿人兄弟と共に、Jリーグ史上初の双子選手。
- 2004年5月5日J1･1st第8節対セレッソ大阪戦（長居スタジアム）にて初アベックゴール（48分和幸、89分浩司）を達成。Jリーグにおいて同じチームに所属する兄弟が、同一試合でアベックゴールを達成した例は森﨑兄弟と山瀬功治/山瀬幸宏兄弟（2007年に達成）、高木俊幸/高木善朗兄弟（2010年に達成）の三組のみ。
- 2007年から公式用ユニフォーム背番号の下に「KAZU｣と下の名前が入るようになった。弟の浩司のほうは「KOJI」。 世代別の代表の公式戦では、名前のイニシャルが和幸、浩司ともに「K」のため、ユニフォームには「MORISAKI」とだけ記されていた。
- A代表やベストイレブンなどの賞とは縁がなかった。チーム関係者からは「どうしてカズ(森崎和幸)がベストイレブンに選出されないのか」(森保一監督)、「カズもベストイレブンに入れてほしかった」「選出方法を見直すべきだ」(佐藤寿人)、「カズさんが選ばれるものだとばかり」(高萩洋次郎)などの声があがった[24]。

## 所属クラブ
ユース経歴
- 矢野FC
- 広島市立矢野中学校
- サンフレッチェ広島ユース

プロ経歴
- 2000年 - 2018年  サンフレッチェ広島

## 個人成績
| 国内大会個人成績 | 国内大会個人成績 | 国内大会個人成績 | 国内大会個人成績 | 国内大会個人成績 | 国内大会個人成績 | 国内大会個人成績 | 国内大会個人成績 | 国内大会個人成績 | 国内大会個人成績 | 国内大会個人成績 | 国内大会個人成績 |
| 年度             | クラブ           | 背番号           | リーグ           | リーグ戦         | リーグ戦         | リーグ杯         | リーグ杯         | オープン杯       | オープン杯       | 期間通算         | 期間通算         |
| 年度             | クラブ           | 背番号           | リーグ           | 出場             | 得点             | 出場             | 得点             | 出場             | 得点             | 出場             | 得点             |
| 日本             | 日本             | 日本             | 日本             | リーグ戦         | リーグ戦         | リーグ杯         | リーグ杯         | 天皇杯           | 天皇杯           | 期間通算         | 期間通算         |
| ---------------- | ---------------- | ---------------- | ---------------- | ---------------- | ---------------- | ---------------- | ---------------- | ---------------- | ---------------- | ---------------- | ---------------- |
| 1999             | 広島             | 38               | J1               | 3                | 0                | 0                | 0                | 5                | 0                | 8                | 0                |
| 2000             | 広島             | 20               | J1               | 24               | 3                | 4                | 0                | 2                | 0                | 30               | 3                |
| 2001             | 広島             | 8                | J1               | 26               | 1                | 3                | 0                | 2                | 0                | 31               | 1                |
| 2002             | 広島             | 8                | J1               | 25               | 1                | 2                | 0                | 4                | 2                | 31               | 3                |
| 2003             | 広島             | 8                | J2               | 41               | 1                | -                | -                | 2                | 0                | 43               | 1                |
| 2004             | 広島             | 8                | J1               | 28               | 5                | 5                | 0                | 1                | 0                | 34               | 5                |
| 2005             | 広島             | 8                | J1               | 34               | 4                | 6                | 0                | 2                | 1                | 42               | 5                |
| 2006             | 広島             | 8                | J1               | 26               | 2                | 1                | 0                | 2                | 0                | 29               | 2                |
| 2007             | 広島             | 8                | J1               | 32               | 0                | 6                | 0                | 5                | 0                | 43               | 0                |
| 2008             | 広島             | 8                | J2               | 33               | 2                | -                | -                | 3                | 0                | 36               | 2                |
| 2009             | 広島             | 8                | J1               | 18               | 0                | 1                | 0                | 2                | 0                | 21               | 0                |
| 2010             | 広島             | 8                | J1               | 17               | 0                | 3                | 0                | 1                | 0                | 21               | 0                |
| 2011             | 広島             | 8                | J1               | 32               | 0                | 2                | 0                | 1                | 0                | 35               | 0                |
| 2012             | 広島             | 8                | J1               | 33               | 2                | 2                | 0                | 1                | 0                | 36               | 2                |
| 2013             | 広島             | 8                | J1               | 33               | 0                | 2                | 0                | 5                | 0                | 40               | 0                |
| 2014             | 広島             | 8                | J1               | 29               | 0                | 2                | 0                | 0                | 0                | 31               | 0                |
| 2015             | 広島             | 8                | J1               | 33               | 1                | 1                | 0                | 1                | 0                | 35               | 0                |
| 2016             | 広島             | 8                | J1               | 24               | 0                | 1                | 0                | 1                | 0                | 26               | 0                |
| 2017             | 広島             | 8                | J1               | 10               | 0                | 1                | 0                | 3                | 0                | 14               | 0                |
| 2018             | 広島             | 8                | J1               | 3                | 0                | 0                | 0                | 0                | 0                | 3                | 0                |
| 通算             | 日本             | 日本             | J1               | 430              | 19               | 42               | 0                | 38               | 3                | 510              | 22               |
| 通算             | 日本             | 日本             | J2               | 74               | 3                | -                | -                | 5                | 0                | 79               | 3                |
| 総通算           | 総通算           | 総通算           | 総通算           | 504              | 22               | 42               | 0                | 43               | 3                | 589              | 25               |

- 1999年 : ユース所属

その他の公式戦
- 2007年
  - J1・J2入れ替え戦 2試合0得点
- 2013年
  - XEROX SUPER CUP 1試合0得点
- 2015年
  - Jリーグチャンピオンシップ 2試合0得点
- 2016年
  - XEROX SUPER CUP 1試合0得点

| 国際大会個人成績 | 国際大会個人成績 | 国際大会個人成績 | 国際大会個人成績 | 国際大会個人成績 | FIFA      | FIFA      |
| 年度             | クラブ           | 背番号           | 出場             | 得点             | 出場      | 得点      |
| AFC              | AFC              | AFC              | ACL              | ACL              | クラブW杯 | クラブW杯 |
| ---------------- | ---------------- | ---------------- | ---------------- | ---------------- | --------- | --------- |
| 2010             | 広島             | 8                | 4                | 1                | -         | -         |
| 2012             | 広島             | 8                | -                | -                | 3         | 0         |
| 2013             | 広島             | 8                | 0                | 0                | -         | -         |
| 2014             | 広島             | 8                | 0                | 0                | -         | -         |
| 2015             | 広島             | 8                | -                | -                | 2         | 0         |
| 2016             | 広島             | 8                | 1                | 0                | -         | -         |
| 通算             | AFC              | AFC              | 5                | 1                | 5         | 0         |

## 出場歴
アンダーカテゴリー
- 全国少年サッカー大会（1993年）
- 全国中学校サッカー大会 ベスト16
- Jユースカップ 準優勝（1997年）
- 国民体育大会広島県代表（1998年、1999年）

トップカテゴリ
- 公式戦初出場 1999年11月20日 J1・2nd第13節対ガンバ大阪戦（万博記念競技場）
  - 先発出場、73分 ハイデン・フォックスと途中交代
- プロ初出場 2000年3月18日 J1・1st第2節対ジェフユナイテッド市原戦（広島ビッグアーチ）
  - 先発出場、80分 山口敏弘と途中交代
- プロ初得点 2000年4月1日 J1・1st第4節対京都パープルサンガ戦（広島ビッグアーチ）
  - 先発出場、59分ゴール、73分 森保一と途中交代

## タイトル

### クラブ
サンフレッチェ広島
- Jリーグ ディビジョン1：3回（2012年、2013年、2015年）
- Jリーグ ディビジョン2：1回（2008年）
- ゼロックススーパーカップ：4回（2008年、2013年、2015年、2016年）

### 個人
- Jリーグ新人王（2000年）
- Jリーグ功労選手賞（2019年）
- Jリーグ優秀選手賞（2012年）

## 代表歴
- U-18日本代表（1999年）
- U-19日本代表（2000年）
- U-20日本代表
  - イランアジアユース（2000年）
  - アルゼンチンワールドユース（2001年）
- U-21日本代表
  - 釜山アジア大会（2002年）
- U-22日本代表
  - アテネオリンピック２次予選（2003年）
- U-23日本代表
  - アテネオリンピック予備登録メンバー（2004年）